# Dieter Schellong
Dieter Schellong (* 1. April 1928 in Kiel; † 18. Februar 2018 in Münster) war ein deutscher evangelisch-reformierter Theologe und Hochschullehrer für Systematische Theologie.

## Werdegang
Der Sohn von Fritz Schellong studierte bei Karl Barth in Basel Evangelische Theologie und war zuletzt einer der letzten noch lebenden Schüler dieses dialektischen Theologen. Er wurde in das Vikariat der Reformierten Kirche aufgenommen und anschließend zum reformierten Pastor ordiniert. Nach Vorlegen seiner Dissertation über ein systematisch-theologisches Thema wurde er 1968 an der Universität Münster zum Doktor der Theologie promoviert. Mit ihrer Neugründung 1972 wurde Schellong Professor für Systematische Theologie an der Universität Paderborn. Er gehörte zu den Mitbegründern ihres Instituts für Evangelische Theologie. 1993 wurde er emeritiert.
Dieter Schellong trat hervor mit kirchenkritischen Fragen an die Praxis des verfassten Christentums und veröffentlichte dazu allein und zusammen mit anderen Untersuchungen, die vielfach kirchengeschichtliche Ausgangspunkte haben, aber in der Regel in sozialethischen und sozialphilosophischen Fragen münden. Er untersuchte z. B. die inneren Zusammenhänge von Calvinismus und Kapitalismus und befragte die kirchlichen Institutionen, wie weit sie sich noch von biblischen Fragen leiten lassen oder sich in der Pflege von Zivilreligion erschöpfen.
Schellong nahm vor Beginn seiner akademischen Laufbahn Kontakt zur Christlichen Friedenskonferenz auf und arbeitete in der I. Allchristlichen Friedensversammlung mit, die 1961 in Prag stattfand.
1998 gehörte er zu den Unterzeichnern eines Aufrufs, mit dem die Zurücknahme der Abschiebehaft gefordert wird. Veranstalter war die bundesweite „Karawane für die Rechte der Flüchtlinge und Migranten“, die eine Demonstration zum Abschiebegefängnis von Büren durchführte.

## Ehrung
Zu seinem 80. Geburtstag im Juli 2008 ehrte die Universität Paderborn Schellong mit einer Festveranstaltung.

## Werke
Monographien
- Zur politischen Predigt (Theologische Existenz heute 72). Chr. Kaiser Verlag, München 1959.
- Das evangelische Gesetz in der Auslegung Calvins (Theologische Existenz heute 152). Chr. Kaiser Verlag, München 1968.
- Calvins Auslegung der synoptischen Evangelien (Forschungen zur Geschichte und Lehre des Protestantismus 10/38). Chr. Kaiser Verlag, München 1969 (= Münster, Univ., Diss., 1968).
- Theologie im Widerspruch von Vernunft und Unvernunft. Drei Vorträge (Theologische Studien 106). Theologischer Verlag, Zürich 1971.
- (gem. mit Karl Gerhard Steck): Karl Barth und die Neuzeit (Theologische Existenz heute 173). Chr. Kaiser, München 1973.
- Bürgertum und christliche Religion. Anpassungsprobleme der Theologie seit Schleiermacher (Theologische Existenz heute 187). Chr. Kaiser, München 1975, 2. Aufl. 1984.
- (gem. mit Karl Gerhard Steck): Umstrittene Versöhnung. Theologische Aspekte und politische Brisanz (Theologische Existenz heute 196). Chr. Kaiser, München 1977.
- Wie steht es um die „These“ vom Zusammenhang von Calvinismus und „Geist des Kapitalismus“? (Paderborner Universitätsreden 47). Univ.-Gesamthochschule, Paderborn 1995.

Herausgeberschaften
- Hans Joachim Iwand: Vorträge und Aufsätze (Nachgelassene Werke 2), hrsg. gemeinsam mit Helmut Gollwitzer und Walter Kreck, Chr. Kaiser Verlag, München 1966, 2. Aufl. 2000.
- Warum Christen ihre Kinder nicht mehr taufen lassen (Antworten 18). Stimme-Verlag, Frankfurt am Main 1969.
- Einwürfe, Bde. 1–6, hrsg. gem. mit Friedrich-Wilhelm Marquardt und Michael Weinrich, Chr. Kaiser Verlag, München 1983–1990.

Aufsätze (Auswahl)
- Barmen II und die Grundlegung der Ethik. In: Parrhesia. Karl Barth zum achtzigsten Geburtstag am 10. Mai 1966, Evangelischer Verlag, Zürich 1966, 491–521.
- Kritik an der Kindertaufe. In: Dieter Schellong (Hrsg.): Warum Christen ihre Kinder nicht mehr taufen lassen (Antworten 18). Stimme-Verlag, Frankfurt am Main 1969, 9–36.
- Kritik und Bewahrung christlicher Tradition in der Moderne. In: Willi Oelmüller (Hrsg.): Wozu noch Geschichte? Zur Funktion der Geschichte in den Wissenschaften (Kritische Information 53). Fink Verlag, München 1977, 93–118.
- Es gibt nichts wichtigeres als den Frieden. In: Der evangelische Erzieher. Zeitschrift für Pädagogik und Theologie 34 (1982), 399–418.
- Die Krise der Ehe und die Weisheit der Theologie. In: Friedrich-Wilhelm Marquardt, Dieter Schellong und Michael Weinrich (Hrsg.): Einwürfe, Bd. 1, Chr. Kaiser Verlag, München 1983, 14–89.
- Was heißt: „Neuer Wein in neue Schläuche“?. In: Friedrich-Wilhelm Marquardt, Dieter Schellong und Michael Weinrich (Hrsg.): Einwürfe, Bd. 2: Zur Bibel – Lektüre und Interesse, Chr. Kaiser Verlag, München 1985, 112–125.
- Alles hat seine Zeit. Bemerkungen zur Barth-Deutung. In: Evangelische Theologie 45 (1985), 61–80.
- Jenseits von politischer Theologie und unpolitischer Theologie. Grundentscheidungen der „Dialektischen Theologie“. In: Jacob Taubes (Hrsg.): Religionstheorie und politische Theologie, Bd. 1: Der Fürst dieser Welt. Carl Schmitt und die Folgen. Fink Verlag, München u. a. 1985, 292–315.
- Barth lesen. In: Friedrich-Wilhelm Marquardt, Dieter Schellong und Michael Weinrich (Hrsg.): Einwürfe, Bd. 3: Karl Barth: Der Störenfried, Chr. Kaiser Verlag, München 1986, 5–92.
- Wie frei ist der Mensch? Einige pragmatische Bemerkungen. In: Friedrich-Wilhelm Marquardt, Dieter Schellong und Michael Weinrich (Hrsg.): Einwürfe, Bd. 4: Welch ein Mensch?, Chr. Kaiser Verlag, München 1987, 115–126.
- „Was sucht ihr den Lebenden bei den Toten?“ Rückfragen zur Suche nach dem historischen Jesus. In: Friedrich-Wilhelm Marquardt, Dieter Schellong und Michael Weinrich (Hrsg.): Einwürfe, Bd. 6: Die Bibel gehört nicht uns, Chr. Kaiser Verlag, München 1990, 2–47.
- Carl Schmitt als Hobbes-Interpret. Überlegungen zum Begriff der Politischen Theologie. In: Berliner theologische Zeitschrift 8 (1991), 94–111.
- Calvinismus und Kapitalismus. Anmerkungen zur Prädestinationslehre Calvins. In: Hans Scholl (Hrsg.): Karl Barth und Johannes Calvin. Karl Barths Göttinger Calvin-Vorlesung von 1922. Neukirchener Verlagsanstalt, Neukirchen-Vluyn 1995, 74–101.
- Von der unmöglichen Möglichkeit, Barth weiterzuführen. In: Zeitschrift für dialektische Theologie 11/1995, 195–209.
- Ökonomische Verhältnisse und Bedingungen – eine vernachlässigte Dimension in der Theologie. Ansätze eines Defizits. In: Jürgen Ebach u. a. (Hrsg.): „Leget Anmut in das Geben“. Zum Verhältnis von Ökonomie und Theologie (Jabboq 1), Gütersloher Verlagshaus, Gütersloh 2001, 233–255.
- Schuld und … Erwägungen zum Problem politischer Schuld. In: Evangelische Theologie 62 (2002), 236–251.
- Moderne Religiosität und christliche Offenbarung. 4 Thesen. In: Gerard C. den Hertog (Hrsg.): Erleuchtender Geist – umkehrendes Denken – gerechtes Handeln. Festschrift für Prof. Dr. Edgar Thaidigsmann zum 65. Geburtstag am 6. Dezember 2006. Theologische Universiteit, Apeldoorn 2006, 285–307.
- Es geht in der Theologie um unser Gottesverhältnis. Die Bedeutung der Theologie Karl Barths im Umbruch der christlichen Tradition. In: Zeitschrift für dialektische Theologie 24/2008, 8–30.
- Iwand als „reformierter Lutheraner“? Gottes Gerechtigkeit und die Dialektik der Aufklärung. In: Gerard C. den Hertog (Hrsg.): Nüchternheit und Leidenschaft. Festgabe für Pfr. Eberhard Lempp zum 65. Geburtstag am 4. März 2010. Theologische Universiteit, Apeldoorn 2010, 221–246.

Festschriften
- Jörg Mertin und Dietrich Neuhaus (Hrsg.): „Mit unsrer Macht ist nichts getan …“ Festschrift für Dieter Schellong zum 65. Geburtstag (= Arnoldshainer Texte. Schriften aus der Arbeit der Evangelischen Akademie Arnoldshain 80). Haag und Herchen, Frankfurt/Main 1993.
- Zum 75. Geburtstag von Dieter Schellong (= Junge Kirche 64 (2003), H. 3).
- Jörg Mertin (Hrsg.): Über den Eigensinn der Bibel. Dieter Schellong zum 80. Geburtstag (= Paderborner Universitätsreden 112). Universität Paderborn 2008.